# فيشينسكايا (روستوف)
فيشينسكايا (بالروسية: Вешенская) هي مدينة في مقاطعة روستوف أوبلاست في روسيا.
يبلغ عدد سكانها حوالي 9024 نسمة.

## أعلام
- ميخائيل شولوخوف